# Stein am Rhein
Stein am Rhein (literalmente Peña en el Rin) es una comuna y ciudad histórica suiza del cantón de Schaffhausen, situada en el exclave oriental del cantón, en la ribera extrema occidental del lago de Constanza. Limita al noroeste con la comuna de Hemishofen, al noreste y este con Öhningen (GER-BW), al sur con Eschenz (TG) y al suroeste con Wagenhausen (TG).

## Transportes
Cuenta con una estación ferroviaria en la que efectúan parada trenes pertenecientes a las redes de cercanías S-Bahn San Galo y S-Bahn Zúrich.

## Galería

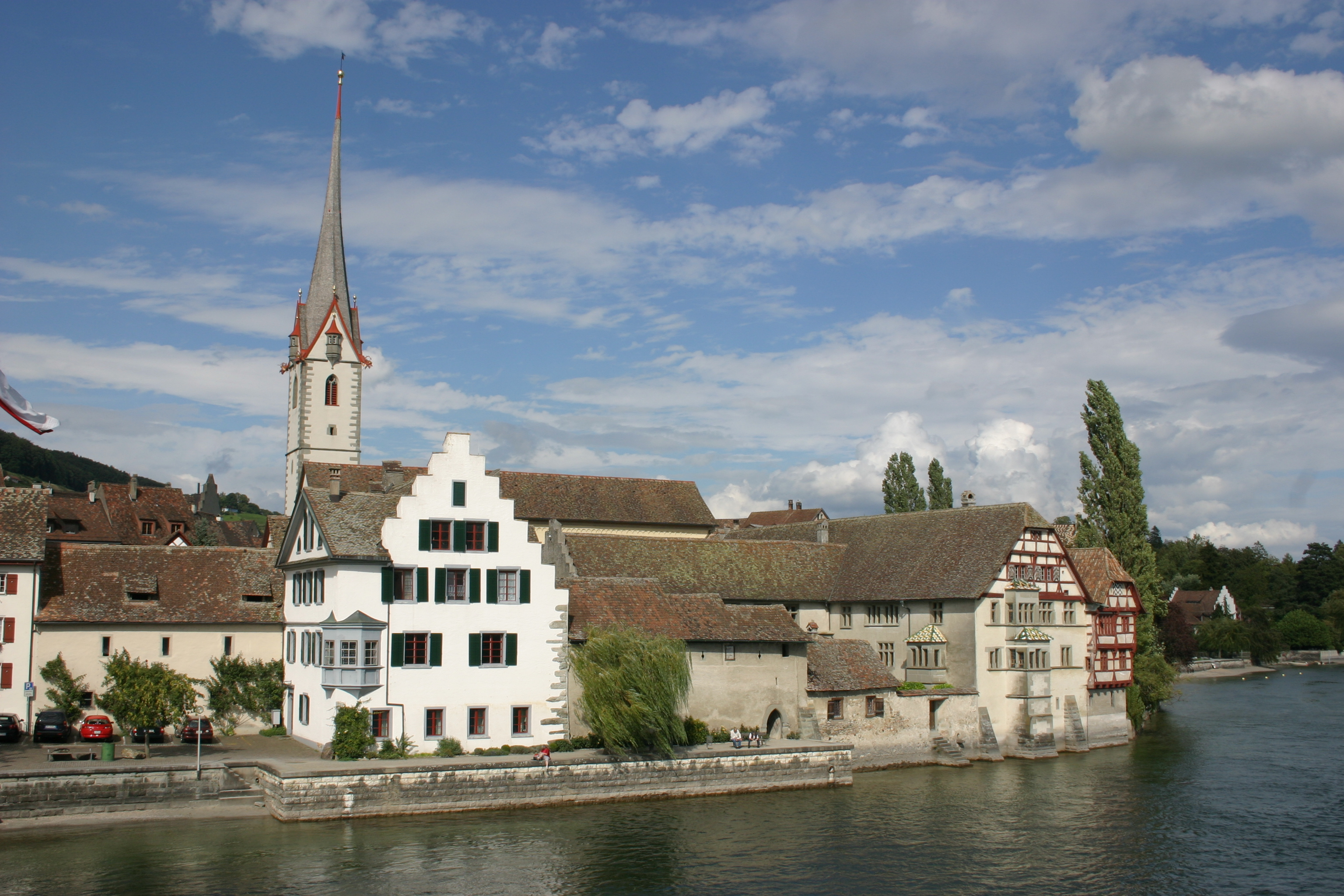
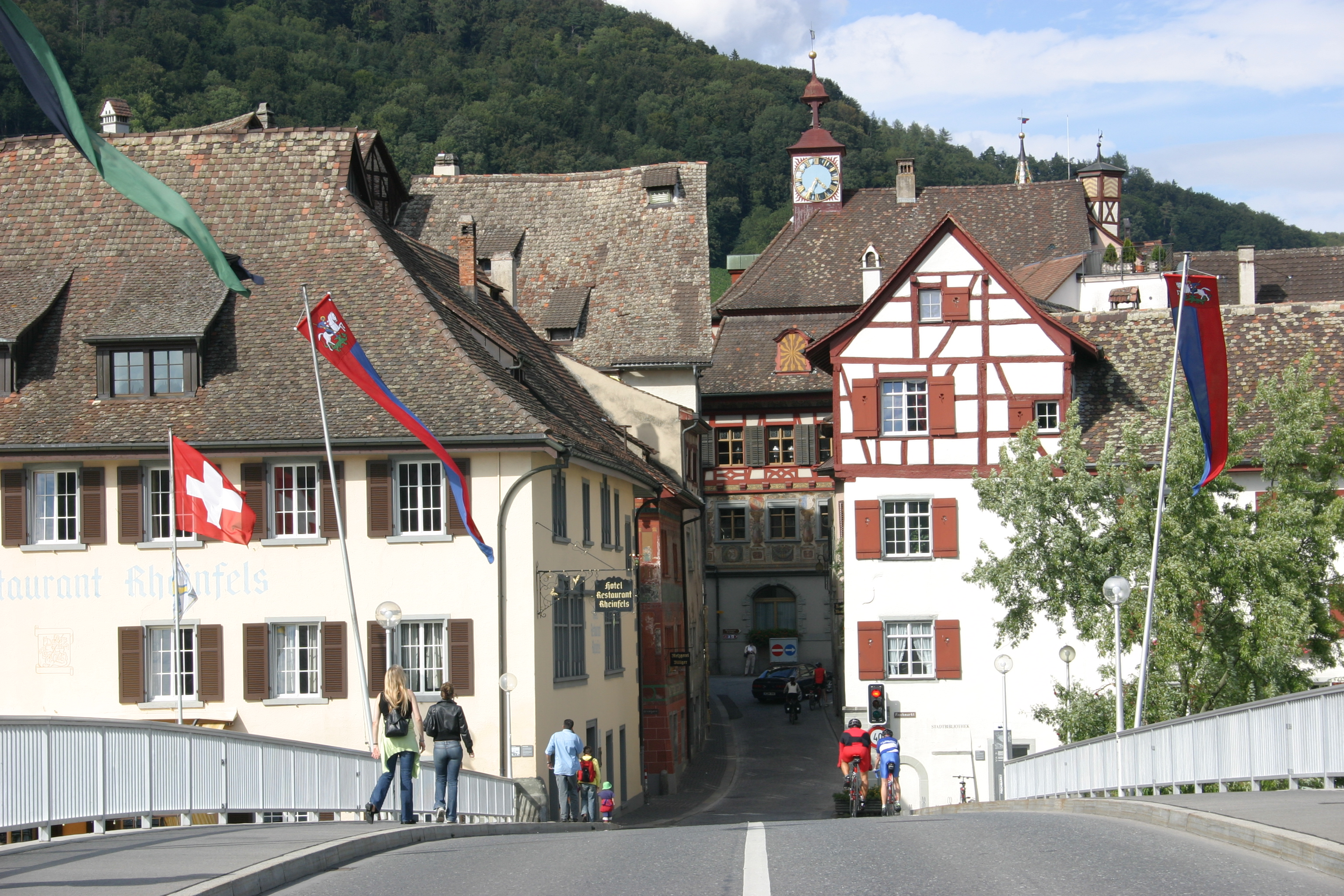
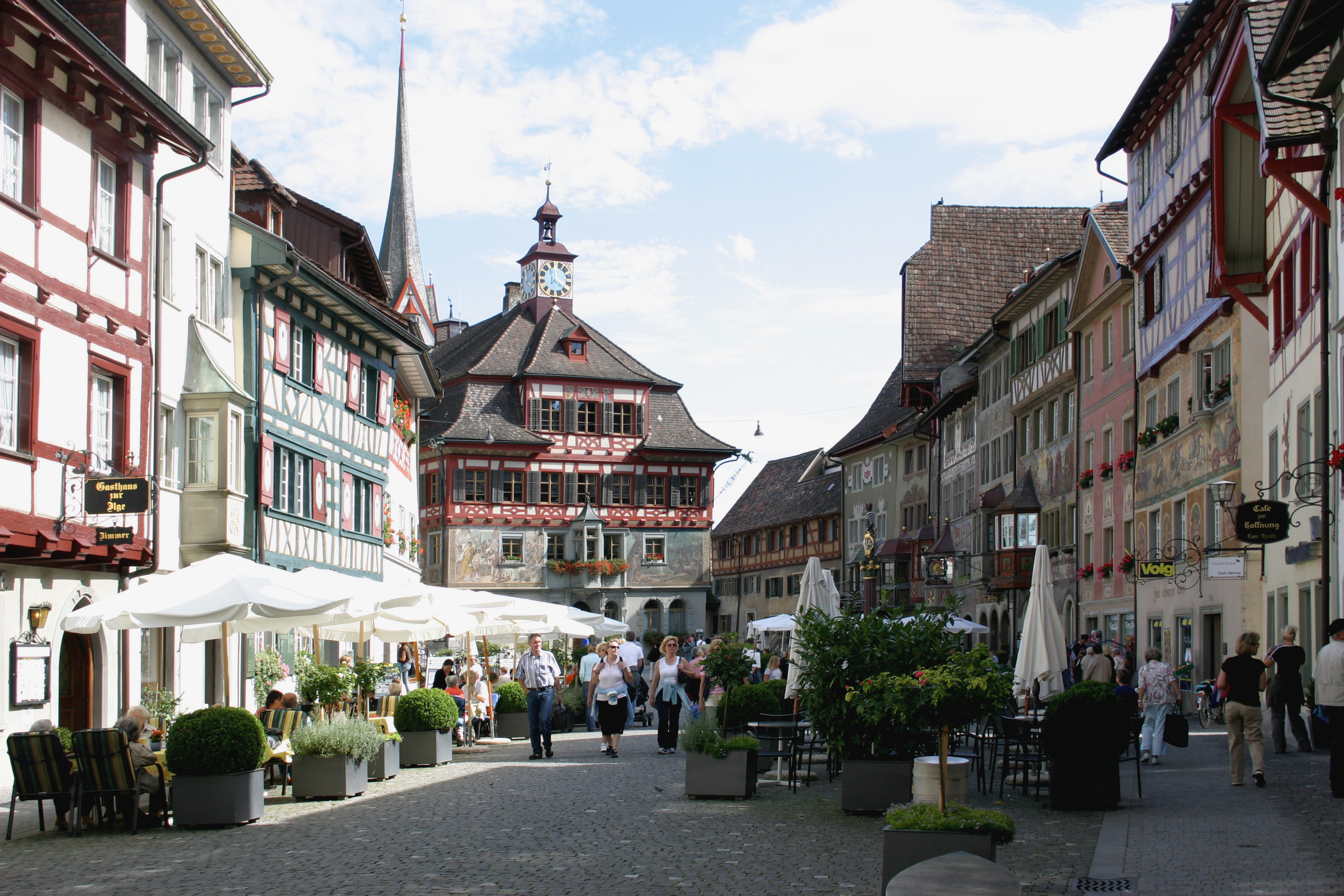
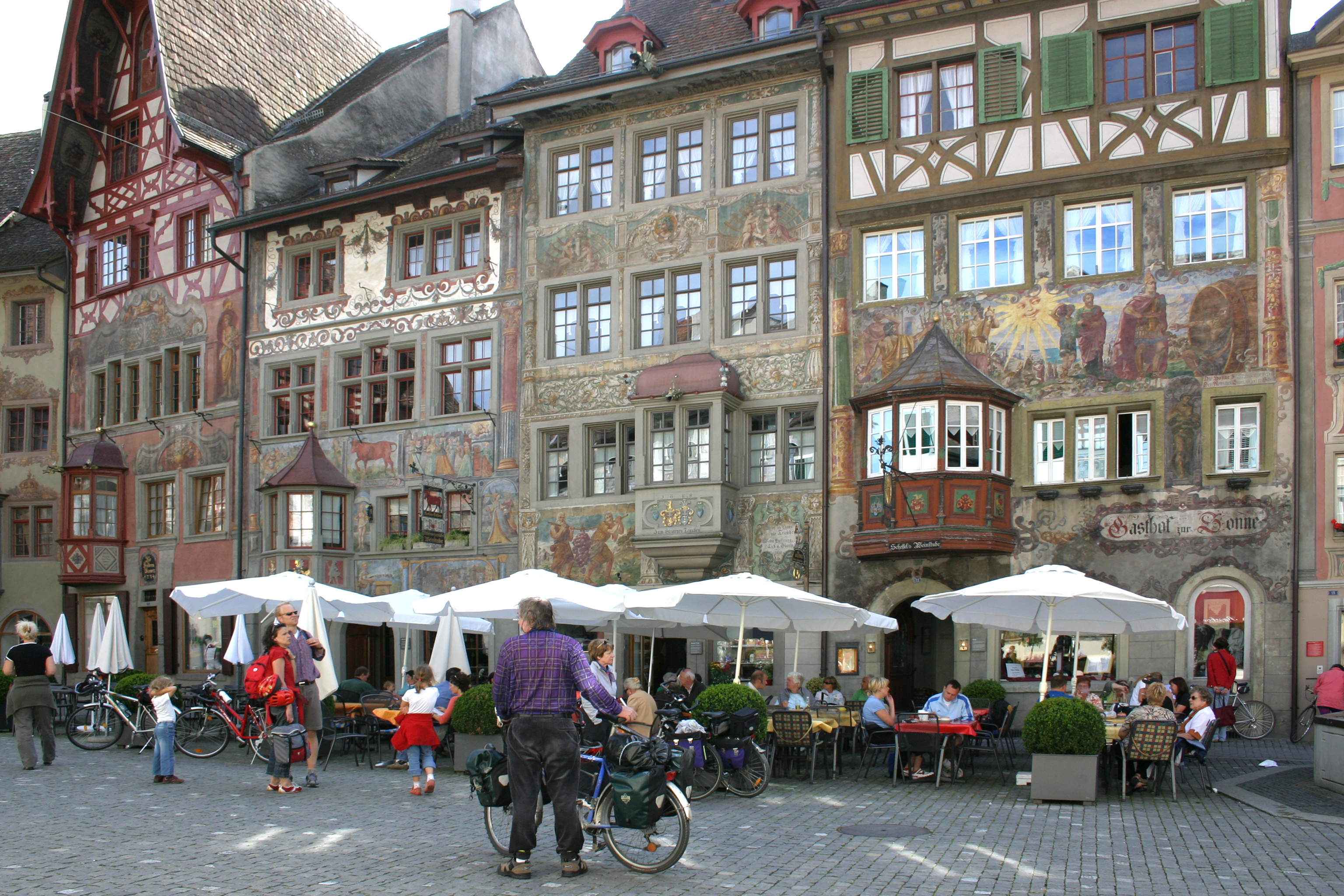
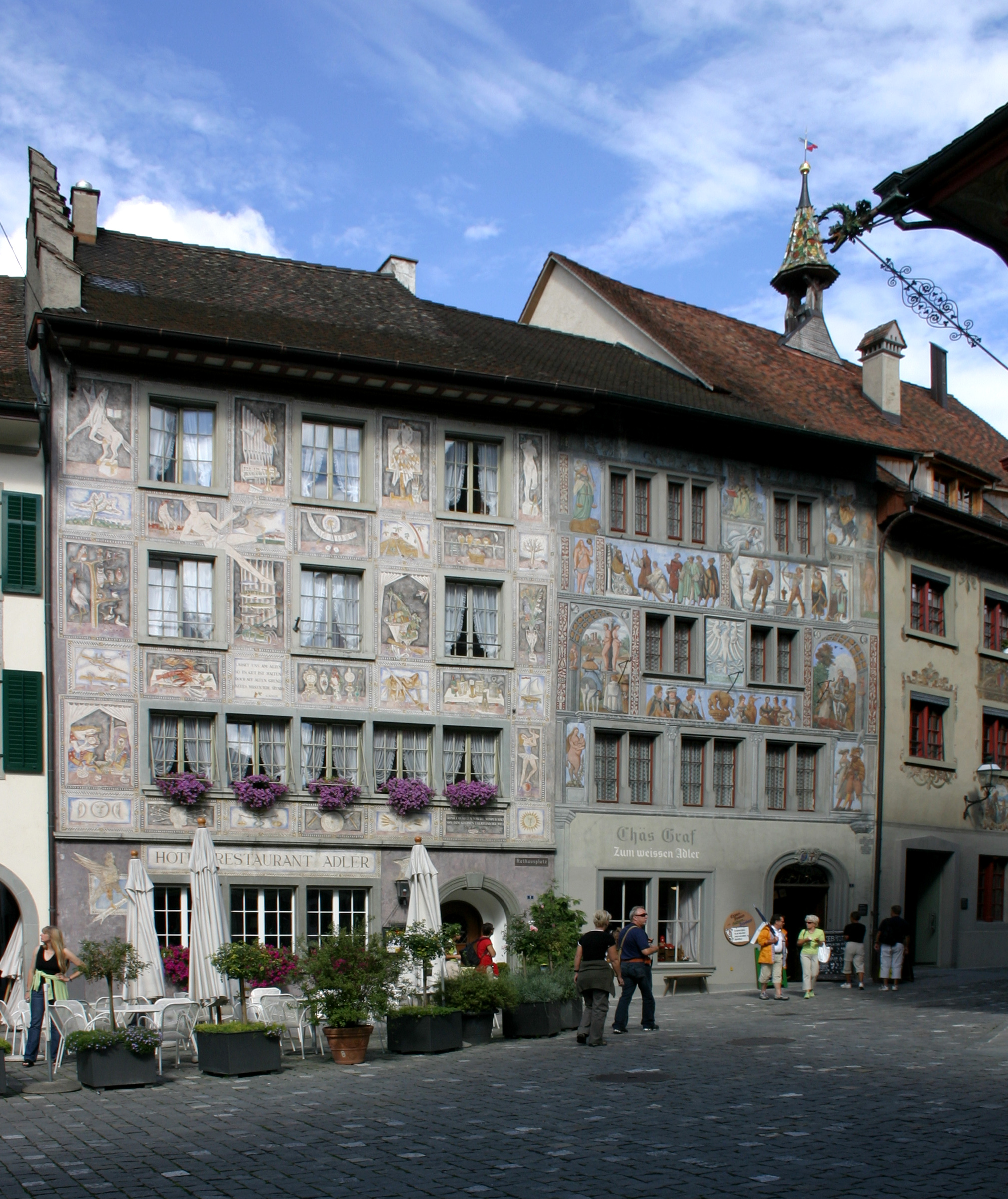
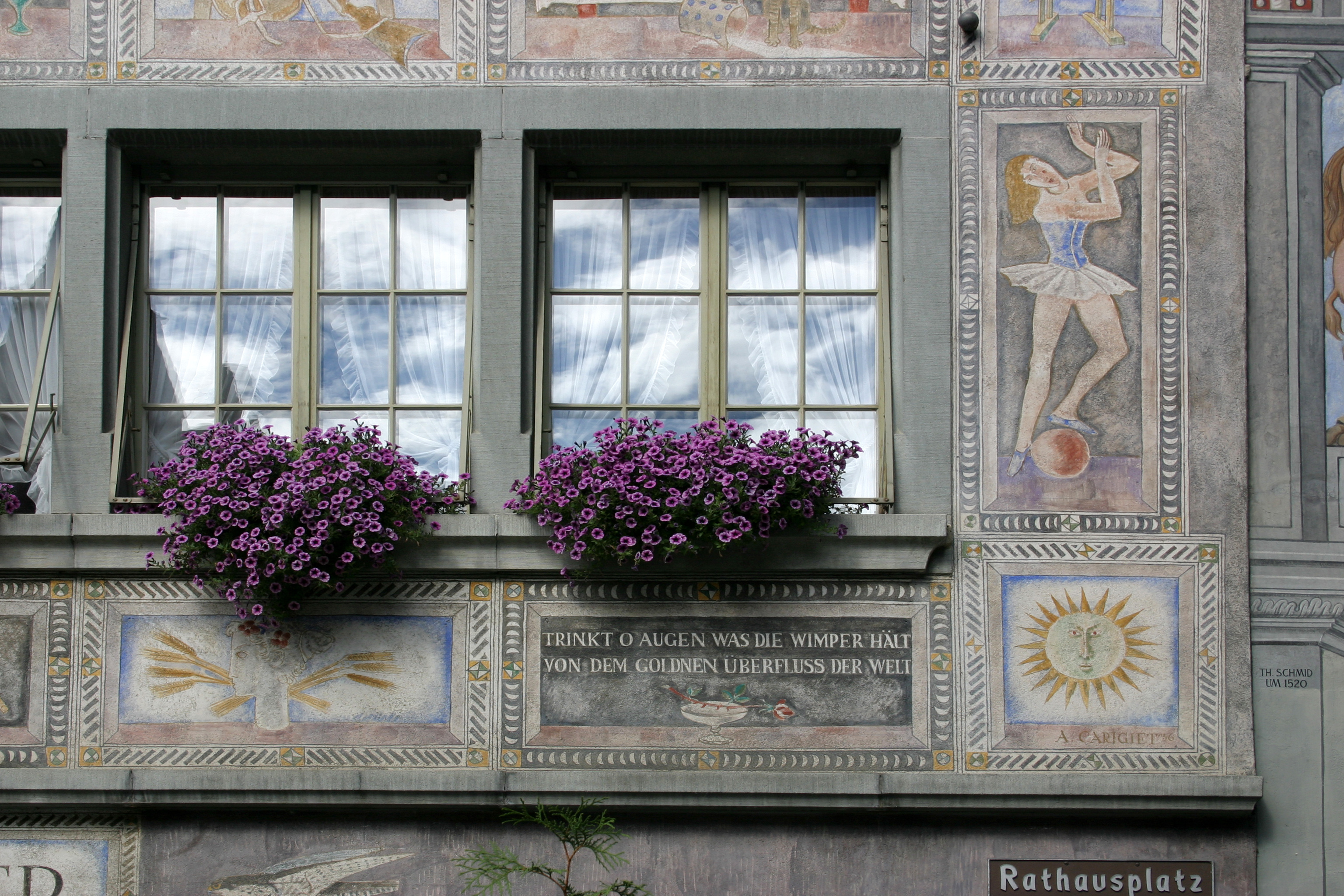